# Gobernación General (Imperio ruso)
La Gobernación, Gobernatura o Gobierno General (en ruso: генерал-губернаторство, gueneral-goubernátorstvo), fue una división administrativa del Imperio ruso existente entre 1775 y 1917. Los gobernaciones generales estaban formadas por varios gubernias u óblasts. San Petersburgo y Moscú tenían una posición particular, puesto que sus gubernias coincidían con sus gobernaciones generales.

## Administración
La Gobernación General estaba dirigida por un gobernador general, con poderes militares y administrativos. Controlaba las actividades de los gobernadores de las gubernias y de las óblasts a su cargo sin intervenir directamente en su administración, excepto Moscú y San Petersburgo o los gobernadores generales nombrados por el emperador con poderes especiales.

## Lista de Gobernaciones Generales
| Gobernación General                                        | Mapa | Capital         | Gubérniyas y óblasts subordinados                                                 |
| ---------------------------------------------------------- | ---- | --------------- | --------------------------------------------------------------------------------- |
| Gobernación General de San Petersburgo (desde 1866)        |      | San Petersburgo | San Petersburgo                                                                   |
| Gobernación General de Moscú                               |      | Moscú           | Moscú                                                                             |
| Gobernación General de Azov (abolida en 1711 )             |      | Azov            | Azov                                                                              |
| Gobernación General de Amur                                |      | Blagovéshchensk | Amur, Kamchatka, Primorie, Sajalín                                                |
| Gobernación General del Báltico (1801-1876)                |      | Riga            | Curlandia, Estonia, Livonia                                                       |
| Gobernación General de Rusia Blanca (1775-1856)            |      | Vítebsk         | Kaluga, Maguilov, Minsk, Smolensk, Vítebsk                                        |
| Gobernación General de Galitzia (1914-1915)                |      | Lvov            | Chernivtsi, Lvov, Przemyśl, Tarnopol                                              |
| Gobernación General de Varsovia (1874-1917)                |      | Varsovia        | Kalisz, Kielce, Łomża, Lublin, Piotrków, Płock, Radom, Siedlce, Suwałki, Varsovia |
| Gobernación General de Siberia Occidental (1822-1882)      |      | Omsk            | Tobolsk, Tomsk, Akmolinsk                                                         |
| Gobernación General de Irkutsk                             |      | Irkutsk         | Irkutsk, Yeniseisk, Transbaikalia, Yakutsk                                        |
| Gobernación General de Kiev (1832-1912)                    |      | Kiev            | Kiev, Podolia, Volinia                                                            |
| Gobernación General de Rusia Menor (1802-1856)             |      | Járkov          | Chernígov, Járkov, Poltava                                                        |
| Gobierno Militar de Nikoláyev y Sebastopol (1805-1864)     |      | Nikoláyev       | Nikoláyev, Sebastopol                                                             |
| Gobernación General de Nueva Rusia y Besarabia (1802-1873) |      | Jersón          | Besarabia, Jersón, Nueva Rusia, Táurida, Taganrog, Yekaterinoslav                 |
| Gobernación General de Oremburgo y Samara (1851-1865)      |      | Oremburgo       | Oremburgo, Samara                                                                 |
| Gobernación General de Oremburgo (1865-1881)               |      | Oremburgo       | Oremburgo                                                                         |
| Gobernación General de Pskov y Maguilov (-1796)            |      | Vítebsk         | Maguilov, Pskov                                                                   |
| Gobernación General de Riazán (1819-1828)                  |      | Riazán          | Oriol, Tambov, Tula, Riazán, Vorónezh                                             |
|                                                            |      |                 |                                                                                   |
| Gobernación General de Vilna (1794-1912)                   |      | Vilna           | Kaunas, Slonim, Vilna                                                             |

- Gobernación General de Siberia (1802-1822);
  - Gobernación General de Siberia oriental (1822-1884);
    - Gobierno Militar de Vladivostok (1880);
    - Gobernación General de Amur (1887-1917): Amur, Kamchatka, Primorie, Sajalín;
    - Gobernación General de Irkutsk (1887-1917): Irkutsk, Yeniseisk, Transbaikalia, Yakutsk;

  - Gobernación General de Siberia occidental (1822-1882): Tobolsk, Tomsk, Akmolinsk;
- Gobernación General de las Estepas (1882-1917): Akmólinsk, Semipalátinsk;
- Gobernación General del Turkestán (1886-1917) : Ferganá, Samarcanda, Semirechye, Sir Daria, Transcaspia;
- Gobernación General de Finlandia: Åbo y Björneborg, Kuopio, Nyland, Sankt Michel, Tavastehus, Uleåborg, Vaasa, Víborg;
- Virreinato del Cáucaso (1801-1917): Bakú, Elizavetpol, Ereván, Kutaisi, Mar Negro, Tiflis, Batumi, Daguestán, Kars, Kubán, Terek, Sujumi, Zakatali.